# Technotise: Edit & I
Technotise: Edit & I és una pel·lícula infantil sèrbia de dibuixos animats dirigida per Aleksa Gajić i estrenada el 28 de setembre del 2009 a Sèrbia. La banda sonora va ser produïda per Boris Furduj i Bob Strumberger.

## Actors
- Sanda Knežević, fent de Edit
- Igor Bugarski, fent de Abel
- Tatjana Đorđević, fent de Sanja
- Nikola Đuričko, fent de Bojan
- Nebojša Glogovac, fent de Edi
- Marija Karan, fent de Broni
- Petar Kralj, fent de Deda
- Srđan Miletić, fent de Sergej
- Boris Milivojević, fent de Jovan Vu
- Jelisaveta Sabljić, fent de Keva
- Srđan Todorović, fent de Herb
- Vlasta Velisavljević, fent de Professor Dorijević